# Ichneumon byrdiae
Ichneumon byrdiae là một loài tò vò trong họ Ichneumonidae.